# Ut ur discot och in i verkligheten
Ut ur diskot och in i verkligheten är ett musikalbum med Lok, släppt den 29 april 2002.

## Låtlista
1. Scudmissil (den lede fi) - 2.50
2. Oj oj oj (hej då klick) - 4.47
3. Ta stryk - 2.22
4. Pyromandåd i ponnyslakteriet - 3.17
5. Resterna av ditt liv - 3.46
6. Jag tar för mig - 2.26
7. Taftamanabag - 2.25
8. Kom och se - 4.34
9. Inte en enda risk - 1.08
10. Kapten Blau.Pf - 1.44
11. Håll käften - 0.19
12. Sug min - 5.03

Albumet innehåller även det hemliga spåret "Dina dagar är räknade", som endast går att lyssna på om man spolar tillbaka 3 min 30 sek innan första spåret börjar.